# Frustyle (торговая марка)
Frustyle — торговая марка сокосодержащих напитков, выпускаемых компанией «Лебедянский», а позднее — PepsiCo. Позиционировал себя как замена газированным напиткам.

## История
В июле 2001 года, напиток впервые был выпущен на Российский рынок, компанией «Лебедянский»;
16 декабря 2008 года, PepsiCo, увеличила свою долю до 97%;
Позже, в начале десятых, PepsiCo перезапустила напиток под брендом сока J7, который носил название «J7 Frustyle» (до 2016 года, позднее — «J7 Frutz»);
После 2022 года, напиток был перезапущен компанией ООО «ПЕПСИКО ХОЛДИНГС» специально для России с названием «Frustyle», который пришёл на замену ушедшим Mirinda и 7Up. Напиток также стал заменой Pepsi.

## Продукция

### До 2022 года

#### Первоначальные варианты
Согласно декларациям, данные варианты перестали быть действительны в 2017 году. Последний напиток имел разрешение до 23.04.2017. Выпускались под брендом «Frustyle».
- Из яблок, чёрной смородины и мяты с товарным знаком «Frustyle» (зарегистрирован 10.12.2010, недействителен 10.12.2015)[9];
- Апельсин, лайм и кактус с мякотью, манго и папайи с мякотью, банан и клубники с мякотью (зарегистрирован 10.12.2010, недействителен 10.12.2015)[10];
- Яблочно-малиновый осветлённый, грейпфрут, апельсин и лимон (зарегистрирован 10.12.2010, недействителен 10.12.2015)[11];

#### Под брендом J7[12]
Согласно источнику, все эти напитки имеют неограниченную регистрацию в декларациях.
- J7 Frutz с мякотью лимона (зарегистрирован 11.04.2016, была подана повторная регистрация 11.09.2020);
- J7 Frutz с мякотью апельсина (зарегистрирован 11.04.2016, была подана повторная регистрация 11.09.2020);

### После 2022 года
Все напитки ниже продаются на полках в Российских магазинах по состоянию на 2024 год. Имеют разрешение на выпуск до конца 2028 года.
- Frustyle вкус Лимон Лайм (зарегистрирован 13.06.2023)[13];
- Frustyle вкус Ананас-Кокос (зарегистрирован 04.12.2023)[14];
- Frustyle вкус Клубника-Драгонфрут (зарегистрирован 04.12.2023)[15];
- Frustyle вкус Кактус-Киви (зарегистрирован 14.12.2022)[16];
- Frustyle вкус Гуава-Карамель (зарегистрирован 05.12.2022)[17].